# Russula xenochlora
Russula xenochlora är en svampart som beskrevs av P.D. Orton 1999. Russula xenochlora ingår i släktet kremlor och familjen kremlor och riskor.   Inga underarter finns listade i Catalogue of Life.